# Pierre Boucherle
Pierre Boucherle, né le 11 avril 1894 à Tunis et mort le 22 novembre 1988 à Six-Fours-les-Plages, est un peintre orientaliste et paysagiste français.

## Biographie
Très tôt, Boucherle a des dispositions pour le dessin. Élève au lycée Carnot de Tunis, il propose ses premiers dessins satiriques aux journaux de Tunis.
Mobilisé lors de la Première Guerre mondiale, il vient à Paris. Dans la période de l'entre-deux-guerres, il rencontre des peintres, d'abord Modigliani puis André Derain et Moïse Kisling, ainsi que Guillaume Apollinaire.
En 1923, il reçoit une première bourse de voyage d'étude pour aller en Espagne étudier l'art. Il a été élève à l'École des beaux-arts de Tunis.
En 1931, il expose au Salon de Paris.
En 1949, après la Seconde Guerre mondiale, il rentre en Tunisie et crée avec d'autres peintres le Groupe des Quatre qui devient rapidement le Groupe des Dix, puis prend le nom d'École de Tunis.
Il est le maître d'œuvre de la décoration du lycée de Carthage en 1951, sur le thème de la Méditerranée. Il est également le décorateur de la Maison de la Tunisie à la Cité internationale universitaire de Paris durant les années 1952 et 1953, créant une grande tapisserie tissée à l'atelier d'Aubusson.
Son œuvre se compose de nus, de paysages et de natures mortes. Son œuvre la plus célèbre, demeure Le Moulin de La Goulette.
Pierre Boucherle meurt en 1988. La Tunisie lui rend hommage par une grande exposition et la publication d'un livre en 1997.